# 운정중앙역
운정중앙역(Unjeongjungang Station, 雲井中央驛)은 경기도 파주시 동패동에 있는 수도권 광역급행철도 A노선의 전철역이다.
야당동에 있는 경의선 운정역과는 서로 정반대편에 있는 별개의 역이다. 국토교통부의 역명 심의 이전까지는 파주시 지명위원회의 결정에 따라서 열차나 노선도 등에 "지티엑스운정"으로 표기하였다. 이후 국토교통부의 역명 심의를 위해 지자체에서 한번 더 의견 수렴을 거쳤고, 그 결과 채택된 "운정중앙"이 국토교통부에서 고시되어 공식 명칭으로 결정되었다.
이 역은 교하지구 방향에 있으며, 역 소재지인 동패동은 행정동 운정6동 산하의 법정동이고 운정6동 또한 교하동에서 2023년에 분리한 행정동이다. 운정차량사업소도 교하동 산하의 법정동인 연다산동에 지어졌다.

## 역사
- 2024년 9월 3일: 국토교통부 고시 제2024-446 운정중앙역으로 역명 결정[4]
- 2024년 12월 28일: 개통

## 승강장
| ↑ 운정차량사업소 |
| \| 하            |
| 킨텍스↓          |

| 상 | ● 수도권 광역급행철도 A노선 | 당역종착  |
| 하 | ● 수도권 광역급행철도 A노선 | 서울 방면 |

## 역 주변
| 나가는 곳 | 방면   |
| --------- | ------ |
| 1         | 역광장 |
| 2         | 역광장 |

## 인접한 역
| 수도권 광역급행철도 A노선 | 수도권 광역급행철도 A노선   | 수도권 광역급행철도 A노선 |
| ------------------------- | --------------------------- | ------------------------- |
| 시·종착역                 | ● 수도권 광역급행철도 A노선 | X102 킨텍스 서울 방면     |